# Paralimnellus cingulatus
Paralimnellus cingulatus är en insektsart som beskrevs av Dlabola 1960. Paralimnellus cingulatus ingår i släktet Paralimnellus och familjen dvärgstritar. Inga underarter finns listade i Catalogue of Life.